# Трговина севернокорејских жена у Кину
Трговина севернокорејских жена у Кину- Многе жене из Северне Кореје постају жртве трговине људима након миграције у суседну Кину. Севернокорејска дискриминација жена у радној снази, традиционално породично виђење жена као терета, и све веће сиромаштво у региону служе као фактори који их мотивишу да мигрирају у суседну земљу како би пронашли бољи живот. Кинеска политика једног детета смањила је број жена у земљи, повећавајући потражњу за сексуалним радницима и невестама којима се тргује. Од 2020. године, процењено је да су 80% севернокорејских бегунаца биле жене, од којих је 60% продато у широкој кинеској мрежи трговине људима. Жене и девојке којима се тргује купују посредници сајбер секса, продају их у брак и терају на проституцију. Од 2023. године, има до 500.000 таквих жена и девојака у северним кинеским провинцијама Јилин, Лиаонинг и Хеилонгјианг, где је експлодирала индустрија трговине људима, достижући 105 милиона долара годишње. Севернокорејске казне за пребеге и недостатак правне заштите севернокорејских избеглица у Кини приморавају жене да издрже злостављање како би избегле депортацију.

## Историја
После распада Совјетског Савеза 1991. године и колебања веза с Русијом и Кином, севернокорејски режим је изгубио финансијску подршку и запао у све тежу економску депресију. Многе фабрике су затворене због недостатка природних ресурса и немогућности да плате раднике, што је приморало владу да драстично смањи оброке хране. Године 1994. Ким Јoнг II је објавио да грађани морају бити самодовољни јер је гасио железнички систем, остављајући многе људе без приступа храни. Глад која је уследила погоршана „пољопривредним катастрофама“ убила је 2 милиона Севернокорејаца од 1996. до 1999. године. Године 2002. нова економска политика је повећала цену хране за 50% и смањила куповну моћ новца, што је приморало људе да троше 75 до 85% новца на намирнице. Све гори услови гладовања у Северној Кореји мотивисали су породице да мигрирају у суседну Кину. У деценији која је претходила 2006. години, 100.000 севернокорејских имиграната ушло је у Кину тражећи храну и сигурност посла преко река Јалу и Тумен.
Тржиште трговине женама Северне Кореје у вредности од 105 милиона долара углавном се покреће потражњом села Шандонг, Фуџиан и Гуангдонг и снабдевањем провинције Јунан. Кинеска политика једног детета усвојена 1980. године  подстакла је жељу за женама жртвама трговине људима. Када је примењен, закон је мотивисао повећање чедоморства и сполно селективних абортуса, стварајући алармантан однос од 14 мушкараца на 1 жену који данас имају рурална подручја. Према подацима Савета за људска права Уједињених нација, број мушкараца у Кини је био већи за 34 милиона у 2014. години. Културна пракса комодификације жена такође игра улогу у растућој ситуацији трговине људима у Кини, пошто су, историјски гледано, конфучијанска веровања  охрабривала породице да продају жене у конкубинате и ропство.

## Севернокорејска искуства са трговином људима
Неке Севернокорејке су у почетку спремне да буду кријумчарене преко границе у нади да ће пронаћи бољи живот. Иако је то истина, многе жене пристају на ово не знајући да ће бити трговане, могу само да се надају најбољем. Много пута, шверцери обећавају да ће им помоћи у доброј намери, али их на крају продају посредницима у трговини. Трговци намамљују Корејке да емигрирају обећавајући им нормалне послове у Кини, као што је рад као собарица или радница у фабрици, а затим их терају у комерцијалну индустрију секса. У другим случајевима, жене из Северне Кореје продају њихова сопствена породица у нади да ће у Кини радити на томе да им пруже финансијску подршку. Неке породице такође продају своје севернокорејске ћерке као невесте Кинезима под лажном претпоставком да ће добити надокнаду.
Постоји много фактора који олакшавају трговину женама и девојкама из Северне Кореје, као што је чињеница да је већина трговаца етничким мушкарцима Кореја-Кинеза, који течно говоре корејски, што повећава поверење које ове жене имају у своје кријумчаре. Остали фактори укључују корупцију међу граничним стражарима који дозвољавају кријумчарење жена и тенденцију тргованих појединаца да помажу у трговини другим женама из Кореје. У 2019. години 15% жена и девојака којима се трговало купили су посредници сајбер секса, 30% продато као невесте, а 50% је приморано на проституцију. Док су биле под контролом својих отмичара, више од 60% жена је искусило физичко и психичко злостављање. Жене Северне Кореје жртве трговине људима приморане су да учествују у сексу, групном силовању, изопаченим сајберсексуалним наступима и тешком раду (када се продају мушкарцима у руралним областима). Трговци људима такође покушавају да сломе дух тргованих жена да побегну тако што их везују у ланце на дуге периоде времена и подвргавају их дугим периодима силовања. Жене које на силу одбијају да буду трговане бивају премлаћене, изгладњеле, па чак и убијане.

## Законодавство
Северна Кореја
Влада Северне Кореје тврдила је да није имала случај трговине људима више од 50 година, што је тврдња која држи људе у незнању о трговини њиховим грађанима.  Упркос овој тврдњи, у Кини се често хватају пребегли којима се тргује и шаљу се на севернокорејско-кинеску границу да би их испитивали, тукли, претресали и мучили у полицијским станицама или притворским центрима. Ако се прогласе кривим, трговци у трговини људима пролазе још горе, јер су они који су ухваћени осуђени на смрт и јавно погубљени. С друге стране, жртвама трговине људима се суди као политичким криминалцима и шаљу их у радне логоре на најмање 5 година да обављају тешке послове у лошим радним условима. У овим радним логорима, труднице су подвргнуте индукованим абортусима и чедоморству као начину да се севернокорејске лозе одрже чистом и да се Влада ослободи одговорности од финансијске подршке „деци стране крви“. 

Према извештају Стејт департмента из 2021. године, Влада Северне Кореје приморава своје грађане да раде у Кини као принудни рад (који је вероватно познат и вероватно санкционисан од стране Кине) како би остварила приход за Владу Северне Кореје. Принудни рад укључује рад у хотелима и ресторанима, као и сајбер операције.
Kинa
Кина одбија да призна Севернокорејце као избеглице због свог приоритета у Споразуму о репатријацији из 1986. с комунистичком земљом. Да би оправдала њихову депортацију и ослободила се финансијске одговорности пружања азила Севернокорејцима, Кина их означава као економске мигранте.[22][3] Чинећи то, оправдава се кршењем Конвенције Уједињених нација о избеглицама из 1951. године,[23] репатријацијом око 6.000 Севернокорејаца годишње. Осматрачи за људска права су известили да је Кина недавно вратила 500 севернокорејских избеглица               9. октобра 2023. године. У складу са својим третманом према избеглицама, Кина је одбила да потпише Протокол УН за спречавање, сузбијање и кажњавање трговине људима, посебно женама и децом, формулисан 2000. године.
Иако Кина не сматра Севернокорејце избеглицама, предузела је више мера да обесхрабри њихову миграцију и применила је законе како би смањила распрострањеност трговине људима. Од 2002. године Кина је званично повећала полицијски надзор како би пратила мигранте без докумената и интензивирала депортацију корејских пребега. Кина је такође почела да плаћа кинеским грађанима да предају корејске избеглице и кажњавала оне који су им илегално помогли. Казнио је послодавце до 600 америчких долара због запошљавања Севернокорејаца, што је повећало рањивост жена на трговину људима. Процењује се да је 2013. године 1978 трговаца осуђено за трговину женама и децом у Кини након спровођења строжих мера надзора.

## Међународни закони
Међународна тела попут Уједињених нација предузела су мере да поправе трговину Севернокорејцима. Године 1951. пре бума трговине људима у Кини, Уједињене нације су ратификовале Конвенцију о избеглицама, документ који универзално штити избеглице. Због пристанка Кине да се придржава овог документа, УН су више пута позивале земљу да заштити пребеге који се плаше репатријације. Не само да је Кина одбила да се придржава конвенције, већ је више пута одбијала захтеве Високи комесаријат УН за избеглице да им преда севернокорејске избеглице.
Међународни ставови о помоћи севернокорејским избеглицама, жртвама трговине, различити су. Извор указује да је глобална заједница раније претила Кини санкцијама, али да су претње биле недоследне и слабе, што је омогућило Кини да занемари ово питање.
Од 2013. године, Стејт департмент Сједињених Држава ставио је Кину на Тиер 3 листу надзора због проблема трговине људима. Друге земље нису толико осетљиве на ову хуманитарну кризу, јер Јужна Кореја има дискриминаторски став према севернокорејским избеглицама. Влада Сеула је „изузетно неспремна да прихвати“ 1000 миграната који сваке године покушавају да уђу у његов град због уверења да ће недостатак образовања избеглица учинити да буду терет за друштво. Упркос овој чињеници, Севернокорејци се сматрају држављанима Јужне Кореје одмах по преласку границе.

## Типови трговине људима
- Трговина невестама

Трговци невестама обећавају Севернокорејским женама којима се тргује бољи живот ако пристану да се удају за Кинезе или мушкарце корејско-кинеског порекла. Многе жене радо прихватају јер се плаше да ће умрети од глади ако остану у својој земљи. Иако неке жене из Северне Кореје пристају на уговорене бракове  у Кини како би избегле екстремно сиромаштво, многи брокери обмањују ове рањиве жене тако што их продају у сексуалну индустрију или непожељним партнерима (као што су стари, инвалиди, пијаници или мушкарци који користе дрогу). Жене које пређу безбедно могу такође бити продате у брак када буду киднаповане у областима где се окупљају илегални мигранти. Цене за жене варирају у Кини од 120 до 1200 долара. Кинези желе жене из Северне Кореје јер сматрају да су идеалне жене због перцепције да су „поштоване и послушне“. Упркос њиховој популарности међу купцима, многи мушкарци понекад нерадо купују јер кинеска влада законски не признаје бракове с пребезима. Ако се пронађе, породица би могла бити тешко кажњена, а корејска млада враћена у домовину. У Кини постоје системске баријере које спречавају жене да побегну од присилних бракова. Када жене побегну, мужеви могу контактирати брокере и искористити њихову помоћ да поврате невесте. Невесте жртве трговине понекад поново продају њихови кинески партнери или их киднапују њихови брачни трговци. Кинеска полиција и граничари су такође саучесници. Они хапсе жене у просторијама депортације, али их на крају продају другим мушкарцима.
- Проституција

Кинеска места проституције укључују мало вероватне, просечне послове као што су фризерски салони, караоке барови, хотели, сауне, кафићи и купатила, између осталог. Севернокорејске жене пребегле између 15 и 25 година су група која је најтеже злостављана на таквим местима, где жртве трговине људима доживљавају злостављање, као што су групно силовање, пипање, вагинално силовање и присилна мастурбација. Жртве принуђене да раде у таквим борделима понекад добијају венеричне болести. Упркос здравственим ризицима и друштвеној деградацији којој су изложени у таквим поступцима, често ове жене добијају само мали део онога што муштерије плаћају за сексуалне услуге.
- Сајбер секс

Заробљене Севернокорејске жене и девојке су присиљене да уживо преносе своје сексуално злостављање од стране власника сајберсексуалних предузећа. Када се прода у сајберсексуалној индустрији, кинески купац обично држи више жена закључаних у стану које врше сексуалне радње 7 дана у недељи, чак 17 сати у исто време.  Понекад су жене физички злостављане и зависне од дроге како би се спречиле да побегну. Еманциповане корејске жртве сајберсексуалних трговаца су само неки од поузданих извора који тренутно постоје за документовање свакодневног живота појединаца који су присиљени да раде у сајберсексуалним јазбинама.

## Аутобиографије и мемоари о причама из прве руке
Извештаји из прве руке од севернокорејских пребега који су доживели трговину људима након што су мигрирали из своје матичне земље, суштински су извори информација за научнике заинтересоване за ово питање. Аутобиографије и мемоари пребега описују живот у Сјеверној Кореји и пружају сведочанства о проблему трговине људима у Кини.
Нека значајна књижевна дела која говоре о борби многих севернокорејских жена које су биле жртве трговине људима су:
- „За преживљавање: Пут ка слободи севернокорејске девојке” Јеонми Парк
- „Девојка са седам имена: Бег из Северне Кореје” Хуенсео Ли

## Организације које се боре против овог питања
„Слобода за Северну Кореју” непрофитна је агенција за пресељење која води Севернокорејце до слободе дуж руте од 3000 миља и која ради заједно с њима, након бекства, да их води у њиховом новом животу.
„Прелазак граница Северна Кореја” хришћанска је непрофитна организација која пружа социјалну и економску подршку, пружајући сигурност и смернице женама избеглицама из Северне Кореје, које су жртве трговине људима.